# Газометр
Газометр (рос. газометр, англ. gasometer, нім. Gasometer n) — лабораторна посудина (прилад) для збирання, зберігання й вимірювання об'ємів різних газів. У залежності від властивостей газу (СО, С02, Cl2, S02) використовують металеві або скляні газометри.
Відомо ряд варіантів конструкції газометра: Митчерліха (скляний), Г. Бунзена (відмінність у тому, що газ збирається не над водою, а над ртуттю).
Газометрами іноді також називають газгольдери (див. Віденські газометри).